# Francisco J. Uriz
Francisco Javier Uriz Echeverria, född 23 december 1932 i Zaragoza, död 10 januari 2023 i Zaragoza, var en spansk författare, dramatiker och översättare.

## Biografi
Uriz utbildade sig till advokat i Spanien. Han kom till Sverige i slutet av 1950-talet, efter att på grund av sitt medlemskap i Spaniens kommunistiska parti ha flytt från Francisco Francos fascistiska regim. I Sverige började Uriz arbeta som lektor i spanska vid Handelshögskolan i Stockholm och som språkassistent i spanska på Skolöverstyrelsen, men kom sedan att göra sig känd som författare och översättare, främst av lyrik. Han kom ofta att verka som översättare tillsammans med sin hustru Marina Torres (född 1932).
I samarbete med Artur Lundkvist har Uriz översatt spansk lyrik till svenska. Totalt har han översatt omkring 200 svenskspråkiga författare till spanska, däribland August Strindberg, Gunnar Ekelöf, Harry Martinson, Artur Lundkvist och Maria Wine. Utöver sin verksamhet som litterär översättare kom Uriz bl.a. att arbeta som tolk vid Utrikesdepartementet. Han var vän med Olof Palme, och översatte flera tal och texter av honom till spanska.

### Översättningar till svenska (urval)
Samtliga översatta tillsammans med Artur Lundkvist.
- Kondor och kolibri: sydamerikansk lyrik (Stockholm: FIB:s lyrikklubb, 1962)
- Pablo Neruda, Lampan på marken: dikter (Stockholm: Bonnier, 1963)
- Vredgade vittnen: sex moderna spanska poeter (Stockholm: Prisma/FIB:s lyrikklubb, 1966)

### Översättningar från svenska (urval)
- Artur Lundkvist, Huellas en la tierra (Barcelona: Plaza & Janes, 1974)
- Olof Palme, Profesión de democracia: discursos políticos (Stockholm: Utrikesdepartementet, 1975)
- Harry Martinson, Antología poética (Barcelona: Plaza & Janes, 1975)
- Gunnar Ekelöf, Poemas (Barcelona: Plaza & Janes, 1981)
- August Strindberg, Teatro de cámara [pjäsurval med Oväder, Brända tomten, Spöksonaten och Pelikanen] (Madrid: Alianza Editorial, 1983)
- Hojas de una historia: antología de poesía sueca contemporánea (tvåspråkig utgåva) (Buenos Aires/Montevideo: Nordan, 1985)
- Torgny Lindgren, Betsabé [Bat Seba] (Madrid: Alfaguara, 1988)
- Poesía nórdica: antología (Madrid: Ed. de la Torre, 1995)
- Erik Lindegren, El hombre sin camino [mannen utan väg] (Vitoria: Bassarai, 1998)
- August Strindberg, La señorita Julia [Fröken Julie] (Madrid: Alianza Editorial, 2000)
- Ingmar Bergman, Imágenes [Bilder] (Barcelona: Tusquets, 2001)
- Håkan Nesser, La mujer del lunar [Kvinna med födelsemärke] (Barcelona: RBA, 2009)
- Gunnar Björling, Antología poética (Zaragoza: Libros de Innombrable, 2011)
- Tomas Tranströmer, Bálticos y otros poemas (Madrid: Visor, 2012)

## Priser och utmärkelser
- 1975 – Svenska Akademiens tolkningspris
- 1996 – Premio Nacional a la mejor traducción (Nationalpriset för bästa översättning), Spanien[5]
- 2012 – Premio Nacional a la obra de un traductor (Nationalpriset för översättares verk), Spanien[6]
- 2019 – Extra pris från Svenska Akademien[7]